# The Act-Ups
The Act-Ups são uma banda Portuguesa com origem no Barreiro, em 2001.

## Biografia
Formados a partir das cinzas da banda Country-Punk The Sullens, o seu primeiro line-up era constituído por três guitarras, baixo, bateria e teclas. O primeiro disco, I bet you love us too, lançado pela Hey, Pachuco! Recs. em 2003 é uma mistura de Garage Rock; Punk e Soul, com um som dominado por guitarras e com composições musicais muito cuidadas.
O segundo disco, The Marriage of Heaven and Hell, foi lançado em 2006 pela Hey, Pachuco! Recs. em CD. O disco também foi lançado na Europa em LP, numa edição limitada através da editora espanhola Beatnickmoon Rock and Roll Crafts. Este é um disco mais maduro e negro, embora não tenha perdido os ingredientes que tornam o som dos Act-Ups tão reconhecível: fuzz e grandes canções soul. A formação da banda mudou com Pistol Pete a substituir Hellso na bateria e com a saída de Gomez (was made for love).
Com este disco a banda ganhou grande aceitação em Espanha, levando a banda a efectuar bastantes digressões nesse país.
Mais tarde, nesse ano, a banda editou um EP (Take me Home) através da editora Groovie Records. Música desse disco foi utilizada em Um ano mais longo, um filme do realizador Marco Martins.
A banda encontra-se a preparar o próximo disco, The Act-Ups Play The Old Psychedelic Sounds of Today, gravado no Estúdio King no Barreiro. Irá ser lançado em CD e LP através das editoras Hey, Pachuco! Recs. e Groovie Records em Setembro de 2008.
A formação actual da banda é a seguinte:

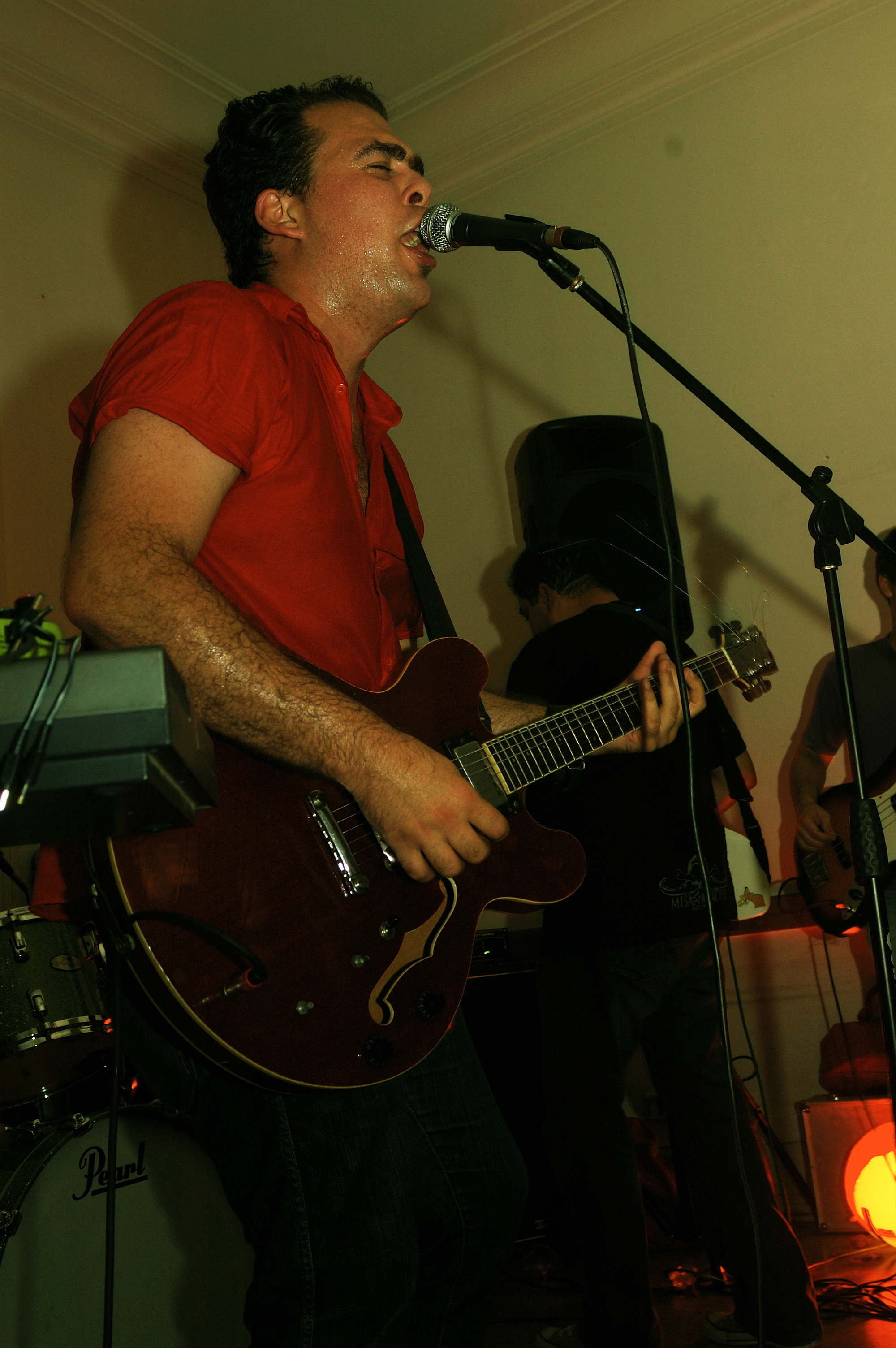
Nick Nicotine em 2008

- Nick Nicotine: Voz, guitarra
- N Very: Guitarra
- Johnny Intense: Guitarra
- Pistol Pete: Bateria, voz
- Tony Fetiche: Baixo

## Discografia
- I bet you love us too (2003)
- The Marriage of Heaven and Hell (2006)
- Take me Home EP (2006)
- The Act-Ups play the old psychedelic sounds of today (2008)
- Homo Zugadita Quasar Monacant (2015)